# Онсервиј
Онсервиј (фр. Anserville) насеље је и општина у североисточној Француској у региону Пикардија, у департману Оаза која припада префектури Бове.
По подацима из 2011. године у општини је живело 435 становника, а густина насељености је износила 63,88 становника/km². Општина се простире на површини од 6,81 km². Налази се на средњој надморској висини од 150 метара (максималној 149 m, а минималној 79 m).

## Демографија
| 1962. | 1968. | 1975. | 1982. | 1990. | 1999. | 2011. |
| ----- | ----- | ----- | ----- | ----- | ----- | ----- |
| 286   | 291   | 310   | 346   | 446   | 435   | 435   |

График промене броја становника у току последњих година